# 225232 Kircheva
225232 Kircheva è un asteroide della fascia principale. Scoperto nel 2009, presenta un'orbita caratterizzata da un semiasse maggiore pari a 2,5628243 UA e da un'eccentricità di 0,2497361, inclinata di 5,00090° rispetto all'eclittica.
L'asteroide è dedicato all'ingegnera bulgara Krassymira Kircheva.